# Marguerin de la Bigne
Marguerin de la Bigne (Bernières-le-Patry, 1546 – Parigi, 1595) è stato un teologo francese.

## Biografia
Marguerin de la Bigne nacque da una famiglia aristocratica a Bernières-le-Patry (Normandia) intorno al 1546. Fu canonico nella chiesa di Bayeux e poi decano a Le Mans. Per confutare i Centuriatori di Magdeburgo ideò una raccolta, fino ad allora mai tentata, dei principali scrittori ecclesiastici, e ne condusse a termine l'edizione in soli quattro anni, riunendo in 9 volumi opere, spesso inedite, di oltre 200 autori. Oltre che per le sue edizioni patristiche, de la Bigne si acquistò gran fama come predicatore.

## Opere
- (LA) Veterum Patrum et antiquorum scriptorum ecclesiasticorum collectio, Parigi, 1575-1579. (9 volumi, altre edizioni: Parigi 1589; Lione 1677, in 27 voll.; Colonia 1694)
- (LA) Statuta synodalia parisiensium episcoporum, Parigi, 1578.
- (LA) S. Isidori Hispalensis opera, Parigi, 1580.